# Predrag Pavlović
Predrag Pavlović (in serbo Предраг Павловић?; Kruševac, 19 giugno 1986) è un ex calciatore serbo, di ruolo centrocampista.

## Caratteristiche tecniche
Predrag Pavlović gioca come centrocampista offensivo o come ala, prevalentemente sulla destra.

## Carriera

### Club
Sin dal suo arrivo al Napredak Kruševac ha avuto molte opportunità per giocare da titolare in prima squadra, pur essendo giovanissimo. Era approdato al Napredak non essendo riuscito ad entrare in prima squadra con il Partizan.

### Nazionale
Pedina importante per l'Under-17, ha giocato una partita all'Europeo Under-21 2007 con la sua nazionale. È stato convocato dal commissario tecnico della Nazionale olimpica Miroslav Đukić per disputare il torneo calcistico maschile alle Olimpiadi 2008.